# Бахман, Шуайб
Шуайб Бахман (перс. شعیب بهمن‎) — иранский политолог, эксперт по вопросам Евразии в Евразийском исследовательском центре (IRAS). Родился в 1982 г.

## Образование
Получил степень кандидата политических наук по направлению Международные отношения в РУДН (Москва).

## Область научных интересов и общественная деятельность
Занимается исследованиями российско-иранских отношений, внешней политики Ирана, взаимодействия России, Ирана и США на Ближнем Востоке и в Центральной Азии. Касаясь карабахского вопроса и ситуации вокруг него, заявил, что в последнее время происходит значительное укрепление отношений между исторически и культурно близкими Азербайджаном и Ираном в области экономики, и поэтому этим государствам нужно не допустить вмешательства извне с целью ухудшения этих отношений. Кроме того, благодаря появлению международного проекта «Север-Юг» к этому сотрудничеству подключилась и Россия. А после того, как Турция решила помириться с Россией, возникли условия для сотрудничества этих четырёх стран, которое может привести к решению карабахской проблемы. Касаясь энергетического сотрудничества России и Ирана, Ш. Бахман отмечает, что оно развивается весьма динамично и имеет большие перспективы. Он считает, что, хотя может показаться, что эти два государства являются соперниками в конкуренции за рынки сбыта, но на самом деле, они действуют скорее как союзники, в частности потому что сталкиваются с общими вызовами, такими, как падение цен на нефть. Российские чиновники сознают всю важность присутствия компаний России в иранском нефтегазовом секторе. Описывая последнее развитие событий в Турции, Ш. Бахман говорит, что турецкий президент Р. Т. Эрдоган взял курс на изменение модели власти в стране с парламентской на президентскую, которая существует в Америке и Франции. Он хотел усилить президентскую ещё давно, начиная с 2003 г. когда стал премьером. Поначалу его власть не была такой устойчивой, но впоследствии ему удалось её укрепить и несколько расширить полномочия президента, который исполнял до того чисто протокольные функции, а потом и самому в первый раз избраться президентом народным голосованием. Если предложенные Эрдоганом поправки будут утверждены, у него как у президента будет сосредоточено гораздо больше полномочий, а сам он сможет править страной по крайней мере до 2029 года.

## Основные работы
Автор более 60 статей на персидском, русском и английском языках, в том числе по теме российско-иранских отношений, отношений Ирана с азиатскими странами СНГ, взаимодействия крупных государств в регионе Центральной Азии, международного рынка нефти; написал 8 книг на персидском языке, в том числе «Цветные революции и Исламская революция» (перс.: Энгелабхайе ранги ва Энгелабе Эсламийе Иран); «Возрождение проекта ирано-исламской цивилизации» (перс.: Эхйайе тархе тамаддоне Ирани-Эслами). В книге «Алевитская община Турции» (перс.: Джамеейе алавийане Туркийе) Ш. Бахман рассматривает их географию расселения, экономическую деятельность, обстоятельства появления и отношения этой общины с центральной турецкой властью в османский период и в период республиканской Турции. Автор отмечает, что в последнее время в улучшении прав общины был достигнут только небольшой прогресс, во многом из-за того, что сами турецкие алевиты не централизованы, а разбиты на множество фракций и групп.

## Избранные статьи
- Iran and Russia: Axis of Energy
- Trump & Oil: Conflicting Policies